# Wan’an-Tempel-Grotte
Die Wan’an-Tempel-Grotte (chinesisch 万安禅院石窟, Pinyin Wàn’ān chányuàn shíkū) ist ein buddhistischer Höhlentempel aus der Zeit der Song-Dynastie im Kreis Huangling der bezirksfreien Stadt Yan’an im Norden der Provinz Shaanxi. Die nur aus einer Grotte bestehende Anlage befindet sich auf dem Gebiet der Großgemeinde Shuanglong. Sie wurde im Jahr 1095 begonnen und 1115 fertiggestellt.
Die Wan’an-Tempel-Grotte steht seit 2006 auf der Liste der Denkmäler der Volksrepublik China (6-867).